# Station Chadwell Heath
Chadwell Heath is een spoorwegstation van National Rail in Redbridge in Engeland. Het station is eigendom van Network Rail en wordt beheerd door Transport for London.

## Geschiedenis
Het station werd in 1864 geopend door de Eastern Counties Railway (ECR) ter hoogte van het Wangey House dat dateerde uit 1250. Wangey House werd deels gesloopt toen de Eastern Counties Railway de lijn in de jaren 30 van de 19e eeuw bouwde. Toen de rechtsopvolger van ECR, de Great Eastern Railway, de lijn in 1901 verbreedde werd ook de rest van Wangey House gesloopt.
Chadwell Heath was het aansluitpunt voor de tijdelijke spoorlijn die gedurende de bouw van de nieuwbouwwijk Becontree in de periode 1926-33 in gebruik was.
Chadwell Heath werd eind twintigste eeuw in de plannen van Crossrail opgenomen als onderdeel van de oosttak van hun Elizabeth line. De bouw van de Elizabeth line begon in 2008 en zou eind 2018 geopend worden. De Elizabeth line werd echter pas op 17 mei 2022 geopend, vooruitlopend hierop nam Transport for London (TfL) op 31 mei 2015 de diensten tussen Liverpool Street en Shenfield over onder de naam TfL Rail.

## Ligging en inrichting
Het station ligt 16,1 km ten oosten van London Liverpool Street in Travelcard Zone 5. Het stationsgebouw staat boven de sporen voor de langeafstandsdiensten langs het viaduct waarmee de Station Road het spoor kruist. Het station kent twee zijperrons en een eilandperron tussen de beide spoorbakken. In de zuidelijke liggen de sporen voor de langeafstandsdiensten de noordelijke wordt gebruikt door de Elizabeth line. In juni 2017 stroomde de treinstellen class 345 in ter voorbereiding op de opening van Crossrail. In verband hiermee werden de perrons van Chadwell Heath verlengd van 184 meter tot ruim 200 meter zodat ze lang genoeg werden voor de negen baks treinstellen van class 345. Daarnaast werden liften geplaatst om het station rolstoeltoegankelijk te maken en werd de bewegwijzering aangepast, hulpzuilen geplaatst, klanteninformatieschermen opgehangen en camerabewaking ingevoerd. Ten westen van het station werd een nieuw inhaalspoor voor vrachtverkeer aangelegd, ter vervanging van het in onbruik geraakte spoor verderop aan de lijn bij Manor Park.

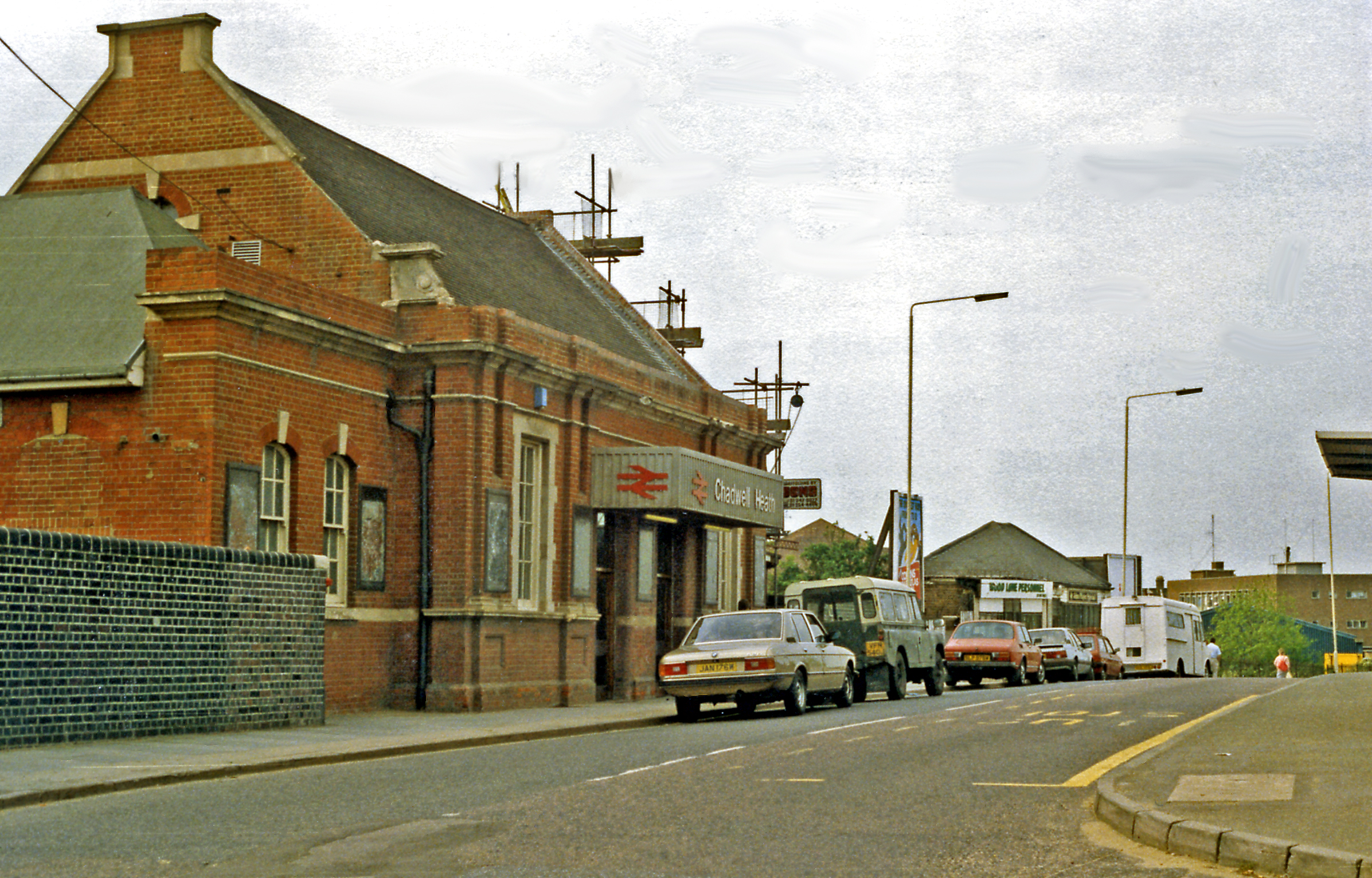
Het stationsgebouw in 1988.
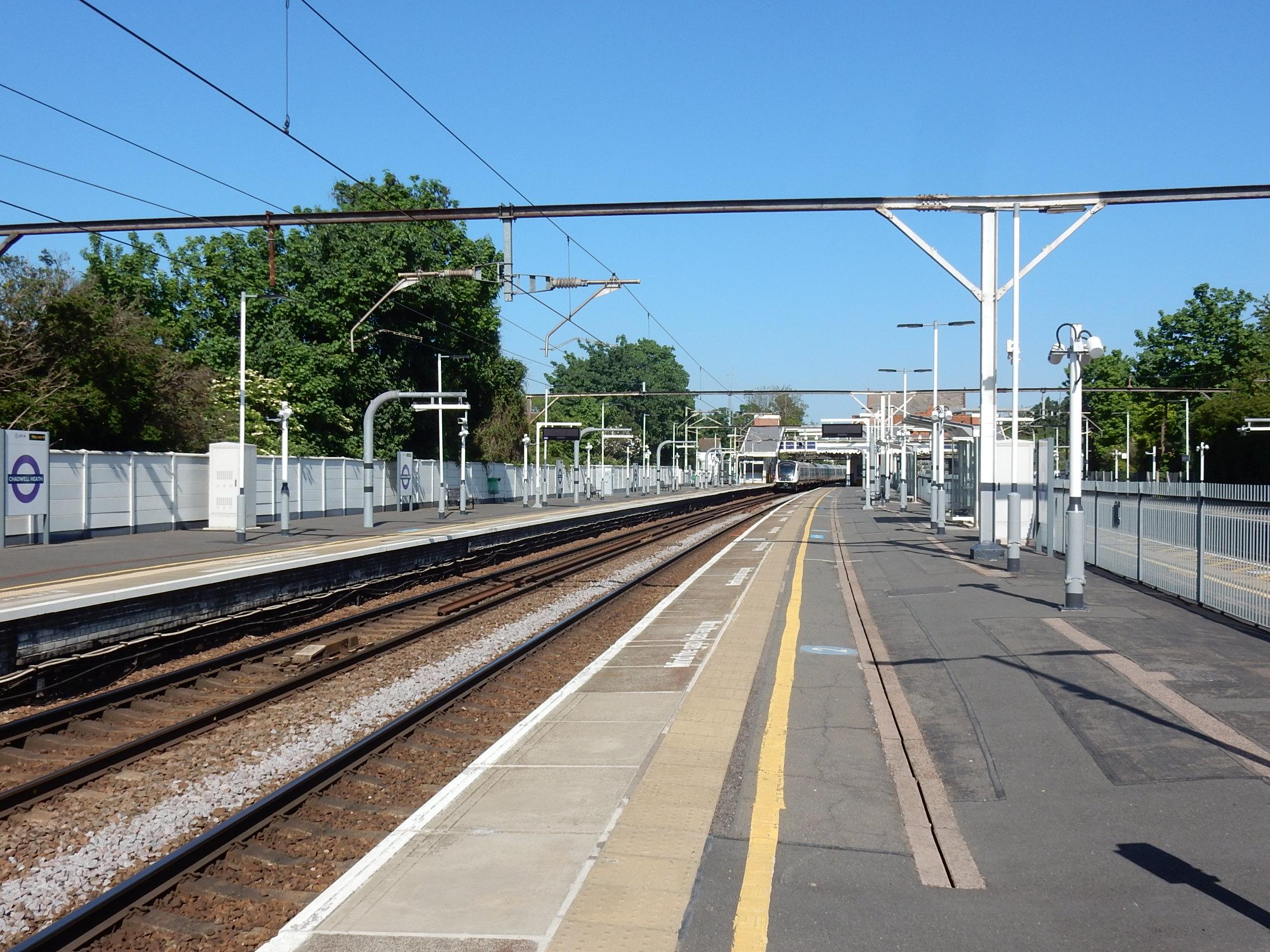
De noordelijke spoorbak met perrons en bebording in de huisstijl van de Elizabeth line.
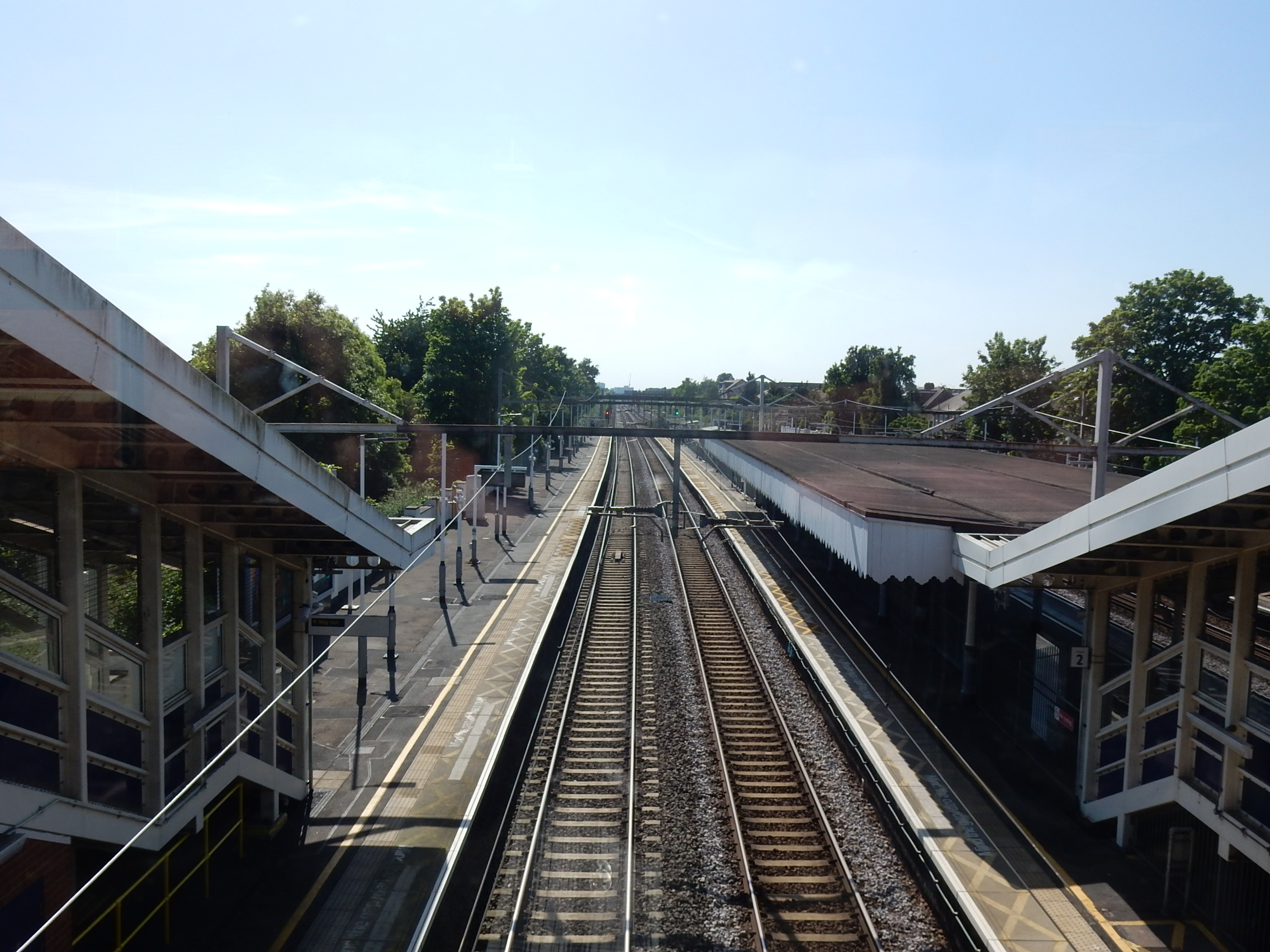
De zuidelijke spoorbak op 14 mei 2022.

## Reizigersdienst

### Elizabeth line
De diensten ten oosten van Liverpool Street worden sinds 24 mei 2022 gereden onder de naam Elizabeth Line al moesten reizigers tot de opening van de tunnel tussen Whitechapel en Stratford, op 6 november 2022, in Liverpool Street overstappen tussen de bovengrondse perrons van het oostelijke deel van de lijn en de ondergrondse perrons van de rest van de Elizabeth Line. Vanaf het voorjaar 2023 zullen rechtstreekse diensten tussen Shenfield en Reading worden aangeboden. De normale dienst tijdens de spits van maandag-vrijdag omvat 11 treinen per uur, in de daluren 7. Op zaterdag rijden 7 treinen per uur in elke richting en op zondag 6.

### Busverbindingen
| Lijn | Route                                                                               |
| ---- | ----------------------------------------------------------------------------------- |
| 62   | Marks Gate - Chadwell Heath - Becontree - Upney - Barking                           |
| 86   | Stratford - Manor Park - Ilford - Seven Kings - Romford                             |
| 173  | Little Heath - Chadwell Heath - Becontree Heath - Dagenham Heathway - A13 - Beckton |
| 362  | Grange Hill - Hainault Forest - Marks Gate - Chadwell Heath - Little Heath          |
| 368  | Chadwell Heath - Goodmayes Park - Upney - Barking                                   |